# منتخب الكاميرون الأولمبي لكرة القدم
منتخب الكاميرون الأولمبي لكرة القدم  هو ممثل الكاميرون الرسمي في المنافسات الدولية في كرة القدم في الألعاب الأولمبية
.